# Music (album av Madonna)
Music är det åttonde studioalbumet av den amerikanska popartisten Madonna, utgivet den 19 september 2000 på Maverick Records. Efter succén med det föregående albumet Ray of Light hade Madonna för avsikt att bege sig ut på turné. Hennes skivbolag uppmuntrade henne dock till att återvända till studion och spela in nytt material innan. När inspelningen av filmen Det näst bästa hade genomförts började Madonna arbeta på ett nytt album tillsammans med producenter som Mirwais Ahmadzaï, William Orbit, Guy Sigsworth, Mark "Spike" Stent och Talvin Singh.
Albumet innehåller bland annat låten "American Pie", som är en cover på Don McLeans hitlåt från 1971. Covern utgör ledmotiv i filmen Det näst bästa som Madonna hade en av huvudrollerna i.

## Låtlista
| Nr  | Titel                         | Kompositör                            | Producent(er)                          | Längd |
| --- | ----------------------------- | ------------------------------------- | -------------------------------------- | ----- |
| 1.  | Music                         | Madonna, Mirwais Ahmadzaï             | Madonna, Ahmadzaï                      | 3:44  |
| 2.  | Impressive Instant            | Madonna, Ahmadzaï                     | Madonna, Ahmadzaï                      | 3:37  |
| 3.  | Runaway Lover                 | Madonna, William Orbit                | Madonna, Orbit                         | 4:46  |
| 4.  | I Deserve It                  | Madonna, Ahmadzaï                     | Madonna, Ahmadzaï                      | 4:23  |
| 5.  | Amazing                       | Madonna, Orbit                        | Madonna, Orbit                         | 3:43  |
| 6.  | Nobody's Perfect              | Madonna, Ahmadzaï                     | Madonna, Ahmadzaï                      | 4:58  |
| 7.  | Don't Tell Me                 | Madonna, Ahmadzaï, Joe Henry          | Madonna, Ahmadzaï                      | 4:40  |
| 8.  | What It Feels Like for a Girl | Madonna, Guy Sigsworth                | Madonna, Sigsworth, Mark "Spike" Stent | 4:43  |
| 9.  | Paradise (Not for Me)         | Madonna, Ahmadzaï                     | Madonna, Ahmadzaï                      | 6:33  |
| 10. | Gone                          | Madonna, Damian Le Gassick, Nik Young | Madonna, Orbit, Stent                  | 3:24  |

## Medverkande
| - Madonna – sång, gitarr, producent - Steve Sidelnyk – trummor - Guy Sigsworth – gitarr, keyboard, programmering, producent - William Orbit – keyboard, gitarr, programmering, bakgrundssång - Mirwais Ahmadzaï – producent, keyboard, gitarr, programmering - Mark "Spike" Stent – producent, ljudmix - Jake Davies – ljudtekniker - Mark Endert – ljudtekniker - Geoff Foster – ljudtekniker, stråktekniker | - Sean Spuehler – ljudtekniker, programmering - Tim Lambert – assisterande ljudtekniker - Chris Ribando – assisterande ljudtekniker - Dan Vickers – assisterande ljudtekniker - Tim Young – mastering - Michel Colombier – stråkarrangemang - Kevin Reagan – art director, design - Mattew Lindauer – design - Jean-Baptiste Mondino – fotografi |

Medverkande är hämtade ur albumhäftet till Music.

## Listplaceringar
| Lista (2000)        | Högsta position |
| ------------------- | --------------- |
| Australien          | 2               |
| Belgien (Flandern)  | 1               |
| Belgien (Vallonien) | 1               |
| Danmark             | 1               |
| Finland             | 1               |
| Frankrike           | 1               |
| Grekland            | 1               |
| Irland              | 1               |
| Italien             | 1               |
| Japan               | 7               |
| Kanada              | 1               |
| Nederländerna       | 1               |
| Norge               | 1               |
| Nya Zeeland         | 2               |
| Polen               | 1               |
| Schweiz             | 1               |
| Spanien             | 2               |
| Storbritannien      | 1               |
| Sverige             | 1               |
| Taiwan              | 1               |
| Tyskland            | 1               |
| Ungern              | 1               |
| USA (Billboard 200) | 1               |
| Österrike           | 1               |